# Egschiglen

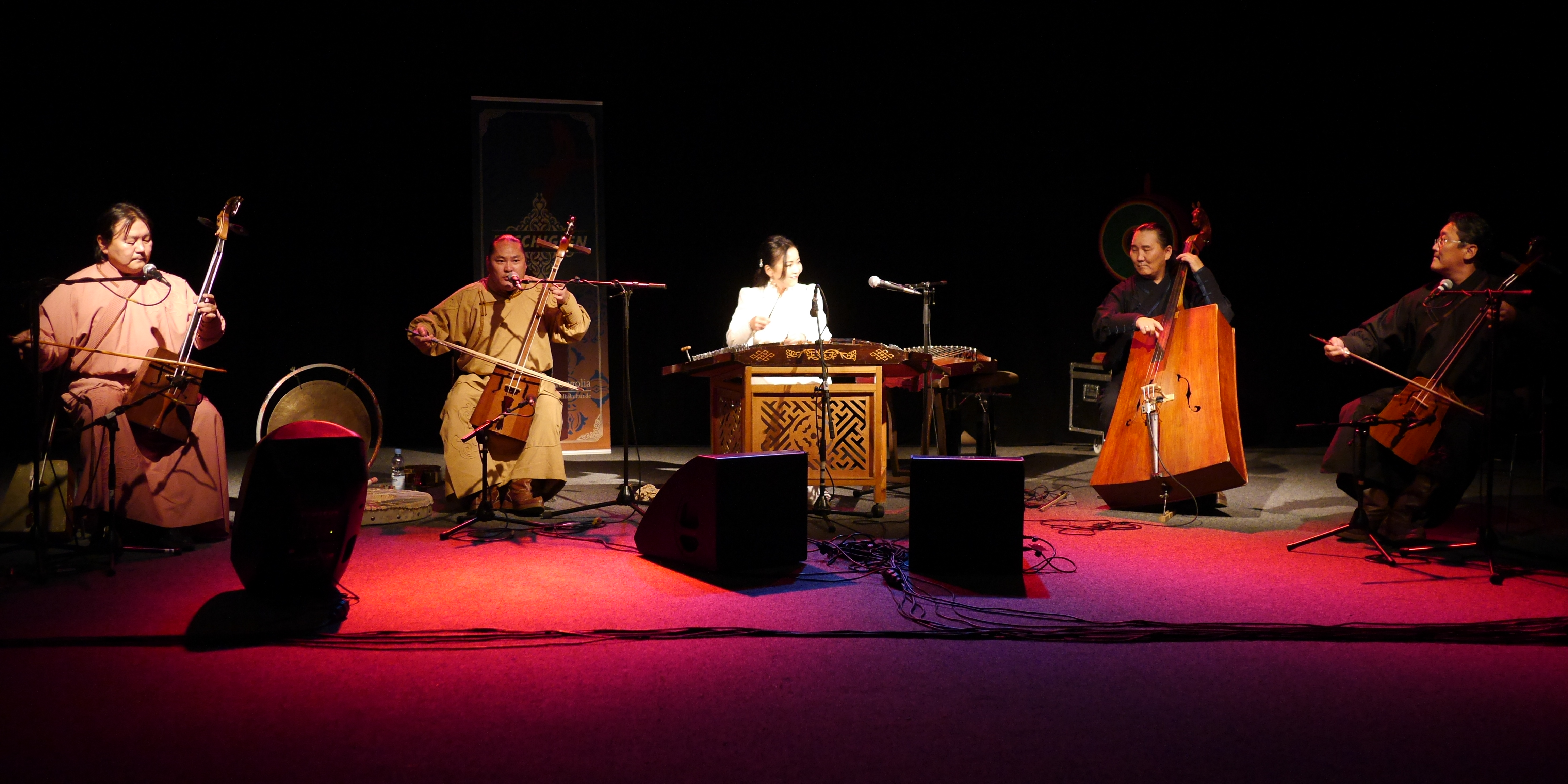
Egschiglen (2015)

Egschiglen (mongolisch Эгшиглэн, deutsch etwa: „Wohlklang“ oder „schöne Melodie“) ist ein mongolisches Musikensemble, das 1991 von vier Studenten des Konservatoriums in der mongolischen Hauptstadt Ulan Bator gegründet wurde, wo sie zwischen 1984 und 1991 gemeinsam studierten.
Das Ensemble besteht aus fünf Musikern, die traditionelle und zeitgenössische mongolische Musik auf traditionellen Instrumenten wie der zweisaitigen Pferdekopfgeige morin khuur, dem Hackbrett joochin, der Wölbbrettzither yatga, der bundlosen, zweisaitigen Langhalslaute tobshuur, dem gestrichenen Pferdekopf-Kontrabass ih khuur und der Rahmentrommel hets (Schamanentrommel) spielen. Der Gesang ist solistisch und mehrstimmig im Stil des für Zentralasien typischen Obertongesanges (Khöömii) und des Urtiin duu („Langes Lied“).
Neben ritueller und profaner Musik adaptieren Egschiglen auch Elemente westlicher Musik wie Rap-Elemente und spielen Werke zeitgenössischer mongolischer Komponisten.
Mitglieder des Ensembles sind: Migdorj Tumenbayar, Yanlav Tumursaikhan, Amartuwshin Baasandorj, Uuganbaatar Tsend-Ochir, Sarangerel Tserevsamba, die bei Live-Auftritten von der Tänzerin Ariunaa Tserendavaa verstärkt werden.
Die Musiker leben seit 1995 eine Zeit des Jahres im fränkischen Röthenbach an der Pegnitz. Durch Begegnungen mit lokalen Musikern und Instrumentenbauern haben sie sich auch mit bayrischen und alpenländischen Volksmusiktraditionen auseinandergesetzt und fränkische Volkslieder in mongolischem Stil bearbeitet.
Egschiglen treten regelmäßig bei renommierten Weltmusik- und Klassik-Festivals vor allem in Westeuropa und in Asien auf.

## Auszeichnungen
- 2007 wurde das Ensemble Egschiglen mit dem Weltmusikpreis creole Bayern ausgezeichnet.[1]

## Diskografie
- Traditionelle Mongolische Lieder. Heaven and Earth 1996
- Gobi. Heaven and Earth 1997
- Sounds Of Mongolia. ARC Music 2001
- Zazal. Heaven and Earth 2002
- Gereg. Heaven and Earth 2007